# Volo Aviastar-TU 1906
Il volo Aviastar-TU 1906 era un volo charter dall'aeroporto Internazionale di Hurghada, Egitto all'aeroporto di Mosca-Domodedovo, Russia. Il 22 marzo 2010 era operato da  un Tupolev Tu-204, registrato RA-64011, che compì un atterraggio di fortuna durante la manovra di atterraggio all'aeroporto di destinazione finale, in condizioni di nebbia e bassa visibilità.

## L'aereo
Il velivolo coinvolto era un Tupolev Tu-204-100, msn 1450741364011, immatricolato RA-64011. L'aereo aveva volato per la prima volta il 25 marzo 1993. Il 3 settembre 1993 era entrato in servizio con la Vnukovo Airlines. Nel gennaio 2001 era stato venduto alla Sibir Airlines.
Prima dell'incidente, l'aereo era stato coinvolto in due incidenti. Il 14 gennaio 2002, l'aereo era in volo da Francoforte a Novosibirsk quando dovette dirottare su Omsk a causa del maltempo a destinazione. Durante l'avvicinamento, i piloti segnalarono problemi di alimentazione del carburante, seguiti dallo spegnimento di entrambi i motori. L'aereo planò e atterrò sulla pista, ne uscì e si scontrò con le luci dopo la testata. Non ci furono feriti. L'aereo venne riparato e rimesso in servizio. Dall'agosto 2006 l'aereo era stato noleggiato a varie compagnie aeree russe - Red Wings Airlines, Aviastar-TU, Interavia Airlines e poi di nuovo Aviastar-TU.
Il 21 marzo 2010, un giorno prima dell'incidente, l'aereo stava volando da Mosca a Hurghada con 210 passeggeri a bordo quando dovette rientrare a Mosca a causa della presenza di fumo nella cabina di pilotaggio. L'incidente era stato causato da un riscaldatore difettoso nella cabina di pilotaggio, poi prontamente riparato.

## L'incidente
Il volo Aviastar-TU Airlines 1906 era un volo di riposizionamento con solo otto membri dell'equipaggio a bordo dell'aereo. Alle 02:34 ora locale (23:34 del 21 marzo UTC), l'aereo precipitò a circa 1.450 metri dalla pista 14R dell'aeroporto Domodedovo mentre tentava di atterrare di notte nella nebbia e in condizioni di scarsa visibilità. Il METAR per l'aeroporto indicava in quel momento una direzione del vento di 160° a 5,8 nodi (10,7 km/h) e una visibilità di 100 metri.
Quando l'aereo era in finale, i piloti ricevettero diversi avvisi dall'ATC che li avvertivano di trovarsi a 1 000-2 000 metri a sinistra della rotta di atterraggio corretta, seguiti da un altro avviso che li avvertiva di essere troppo bassi. I piloti erano confusi sulla loro posizione e stavano cercando di capirla basandosi sui rapporti dell'ATC, del computer di volo e di un dispositivo GPS portatile. Secondo il rapporto finale dell'inchiesta, ignorarono le letture automatiche dell'altitudine che erano iniziate a 200 piedi (61 m) dal livello del suolo ed erano continuate ogni 33 piedi (10 m). Nove secondi prima dell'impatto, il pilota contattò l'ATC per chiedere se fossero fuori rotta, ancora concentrato sull'allineamento dell'aereo con la pista e non sulla sua altitudine. I piloti non fermarono la discesa in alcun modo.
L'aereo atterrò in una foresta di betulle alle 23:35 ora locale, l'ala sinistra si staccò e la fusoliera si spezzò in due. Non ci fu alcun incendio. I vigili del fuoco arrivarono 30 minuti dopo. Tutti i membri dell'equipaggio, tranne l'ingegnere di volo che rimase gravemente ferito, uscirono dall'aereo da soli. Non seppero spiegare immediatamente il motivo dell'incidente, dicendo che era avvenuto troppo velocemente. Uno dei membri dell'equipaggio (commissario di bordo) raggiunse la vicina autostrada e fermò un'auto che la portò in ospedale. Anche altri tre membri dell'equipaggio raggiunsero l'autostrada e aspettarono un'ambulanza.
I due piloti riportarono gravi fratture e commozioni cerebrali; altri due vennero portati in ospedale dove furono trovati in condizioni soddisfacenti. I quattro membri dell'equipaggio rimanenti vennero curati per ferite minori nel centro medico di Domodedovo. L'incidente causò la prima perdita di un Tupolev Tu-204 e per Aviastar-TU.

## Le indagini
Nonostante le condizioni meteorologiche avverse, il servizio federale russo per il trasporto aereo Rosaviatsia affermò che l'aereo aveva effettuato un normale avvicinamento e "l'equipaggio non aveva segnalato avarie, malfunzionamenti o l'intenzione di effettuare un atterraggio di emergenza". Il metodo utilizzato dall'equipaggio per la navigazione dell'aereo fu una particolare pista di indagine sull'incidente.
Rosaviatsia affermava che i registratori di volo erano stati recuperati e inviati al Comitato interstatale per l'aviazione (in russo: Межгосударственный авиационный комитет (МАК)) per l'analisi. In attesa delle indagini, alla compagnia aerea venne vietato di trasportare passeggeri con effetto immediato e le sue operazioni furono oggetto di indagine. L'analisi preliminare dei dati di volo dimostrò che l'aereo non era stato danneggiato in volo da incendi o esplosioni e che entrambi i motori avevano funzionato fino all'impatto. Secondo il capo dell'Agenzia federale russa per il trasporto aereo Alexander Neradko il "fattore umano" era la probabile causa dell'incidente.
Il 30 marzo 2010 venne riferito che l'aereo aveva 9 tonnellate di carburante a bordo al momento dell'incidente. Durante l'avvicinamento a Domodedovo, il sistema di autopilotaggio si era guastato mentre l'aereo scendeva a 13 800 piedi (4 200 m). L'equipaggio pilotò quindi l'aereo manualmente e non comunicò l'avaria del sistema al controllo del traffico aereo.
Il rapporto finale cita la seguente motivazione: la causa dell'incidente con il Tu-204-100 registrato RA-64011 durante l'avvicinamento in condizioni meteorologiche che non soddisfacevano i minimi consentiti per questo tipo di aeromobile e con equipaggiamento pienamente operativo, è stata la mancata decisione di effettuare una riattaccata e di continuare la discesa nonostante l'assenza di contatto visivo con il suolo, che ha causato un impatto con alberi e terreno in un volo controllato su terreno.
Il rapporto elencava i seguenti fattori contribuenti:
- Addestramento insufficiente per l'atterraggio in condizioni meteorologiche avverse;
- CRM insoddisfacente;
- Avaria del pilota automatico;
- Mancata deviazione verso un altro aeroporto;
- Mancata riattaccata;
- Comunicazione insoddisfacente tra i membri dell'equipaggio.

Nel marzo 2011, entrambi i piloti (Aleksandr Kosyakov e Aleksey Mikhailovsky) vennero condannati a una pena detentiva sospesa di un anno.